# Sofular
Sofular è un comune dell'Azerbaigian situato nel distretto di Tovuz.